# Luftseilbahn Cabo Girão
| |          |                  |                  |
| Streckenlänge: | 0,415 km |                  |                  |
| |          |                  |                  |
| \| \| 0,415 \| Câmara de Lobos \| Câmara de Lobos \| \| \| \| \| \| \| \| 0,000 \| Fajãs das Bebras \| Fajãs das Bebras \| |          |                  |                  |
| U-Bahn-Kopfbahnhof Streckenanfang                                                                                          | 0,415    | Câmara de Lobos  | Câmara de Lobos  |
| U-Bahn-Strecke |          |                  |                  |
| U-Bahn-Kopfbahnhof Streckenende                                                                                            | 0,000    | Fajãs das Bebras | Fajãs das Bebras |

Die Luftseilbahn Cabo Girão (portugiesisch: Teleférico do Cabo Girão), auch Seilbahn von Rancho (Teleférico do Rancho) ist eine Luftseilbahn im Süden Madeiras. Westlich von Funchal ermöglicht sie im Westen der Stadt Câmara de Lobos den Zugang nahe der Steilklippe Cabo Girão zu den Feldern Fajãs das Bebras und dem Strand.

## Geschichte und Beschreibung
Die Bergstation der Seilbahn liegt etwa zwei Kilometer westlich des Ortszentrums von Câmara de Lobos mit der Ortsbezeichnung Rancho. Vor der Bergstation befindet sich ein kleiner Parkplatz. Die Seilbahn wurde ursprünglich für die Bauern von Quinta Grande errichtet, um ihnen den Zugang zu den am Meer liegenden Flächen zu erleichtern. Inzwischen ist sie für alle zugänglich. Am Strand bieten sich Touristen neben Bademöglichkeiten auch Angebote von einem Bar- und Restaurantservice.
Der Bau der Seilbahn fand 2002 statt, ausführende Firma war das österreichische Maschinenbauunternehmen Doppelmayr. Die Bergstation liegt auf einer Höhe von 247 Metern, die Talstation in einer Höhe von fünf Metern.
Aus technischer Sicht handelt es sich um eine fixgeklemmte Pendelbahn mit zwei Gondeln für jeweils sechs Personen. Mit einer Streckenlänge von 415 Metern wird ein Höhenunterschied von 242 Metern überwunden. Dabei nutzt die Konstruktion eine einzige Stütze an der Bergstation. Die Höchstgeschwindigkeit beträgt vier Meter pro Sekunde, was 14,4 km/h sind, die Fahrtzeit beträgt 2,6 Minuten. Pro Stunde können 160 Personen befördert werden, Die Seilbahn verkehrt ganzjährig.

## Bilder

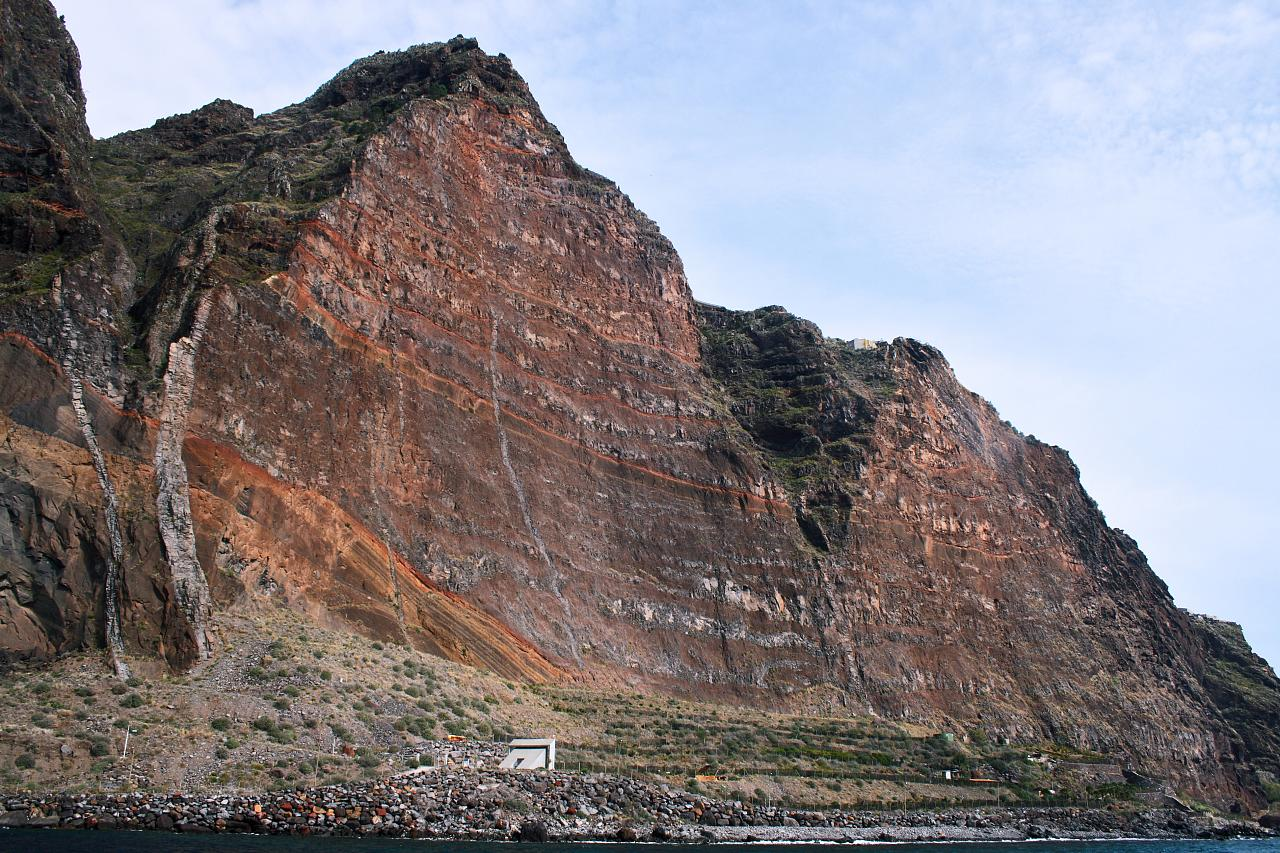
Blick vom Wasser auf Talstation zur Bergstation
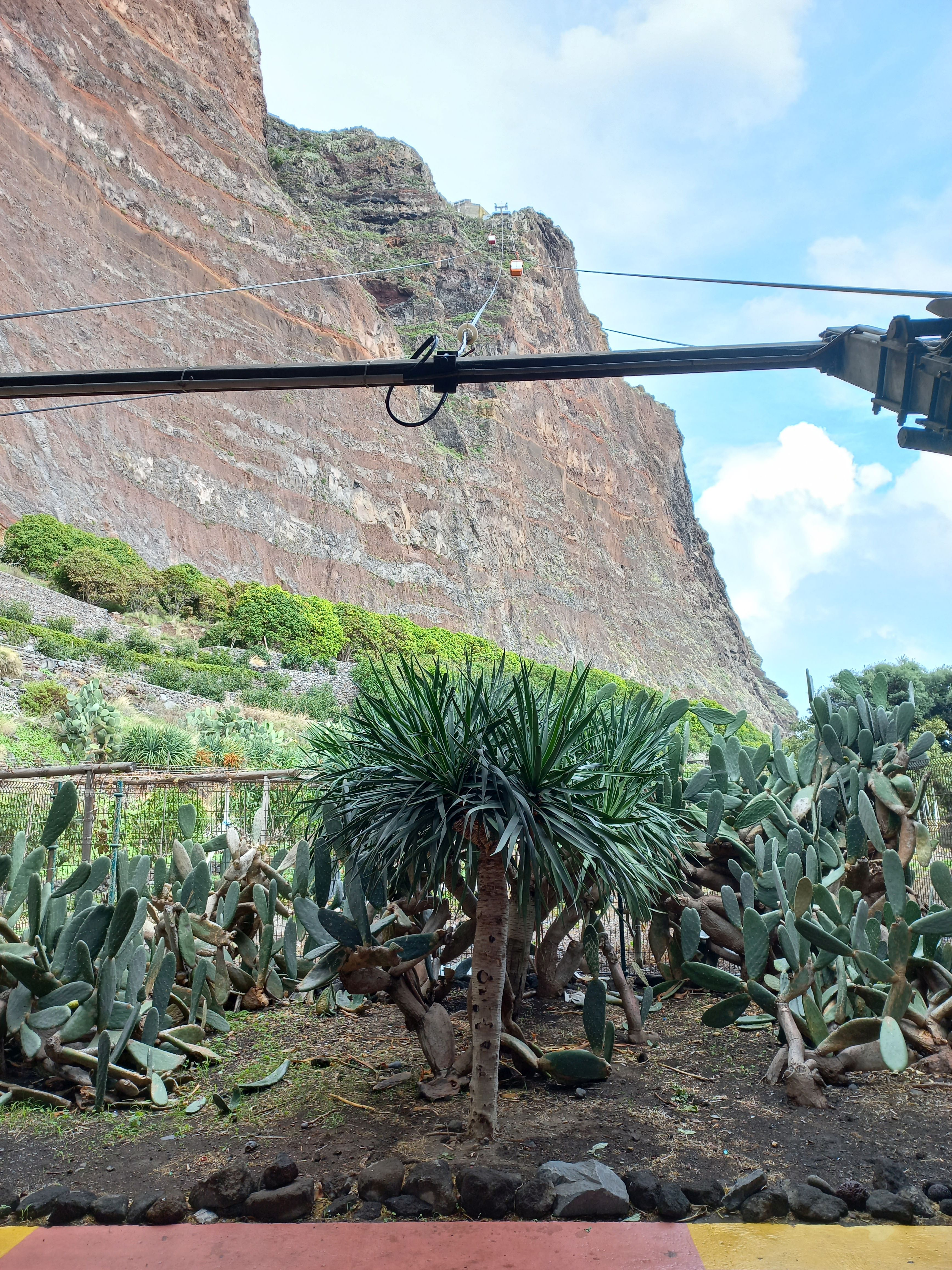
Blick aus Talstation entlang der Seilbahn zur Klippe
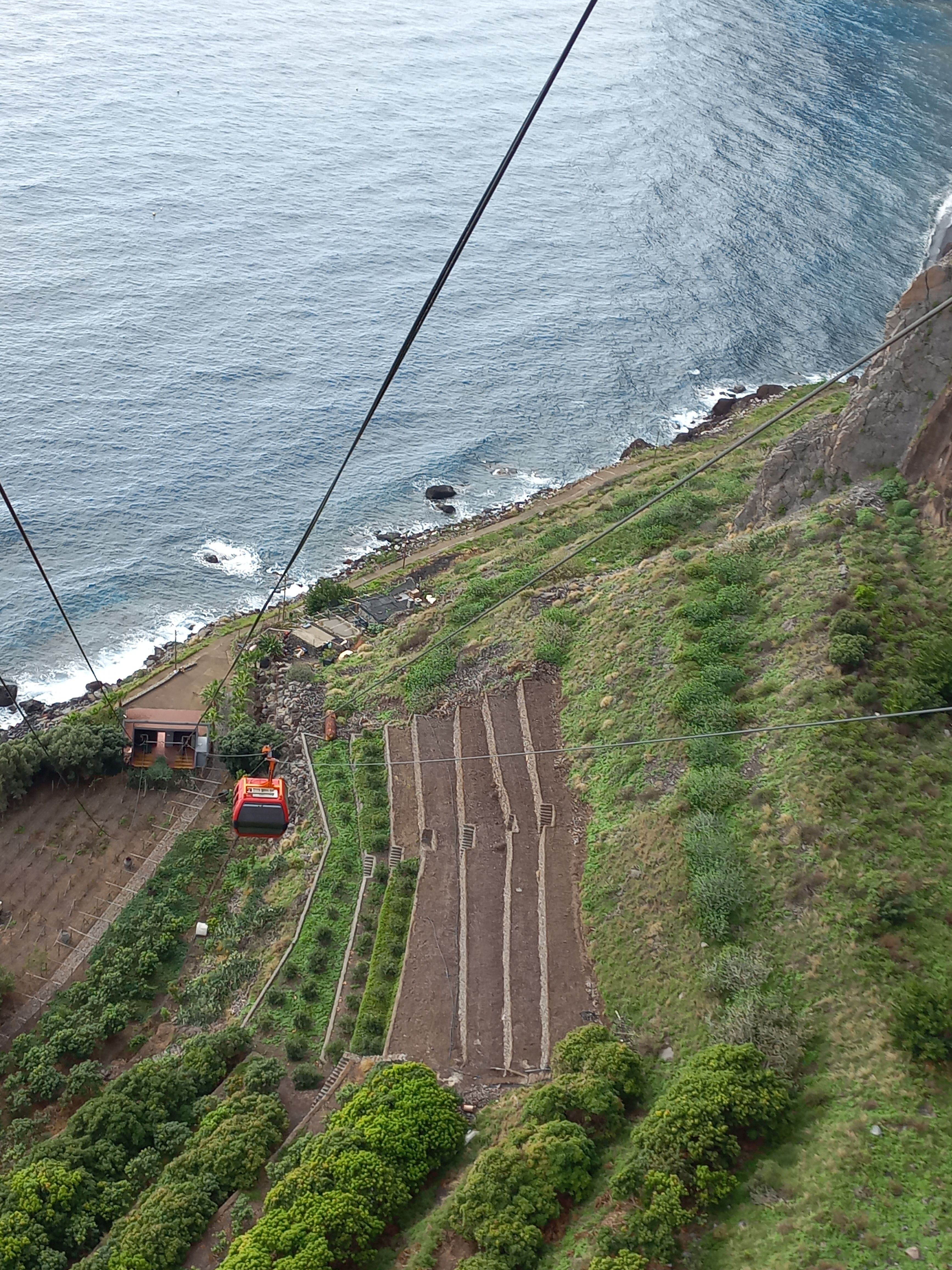
Blick aus einer hinab fahrenden Gondel auf Talstation und Felder
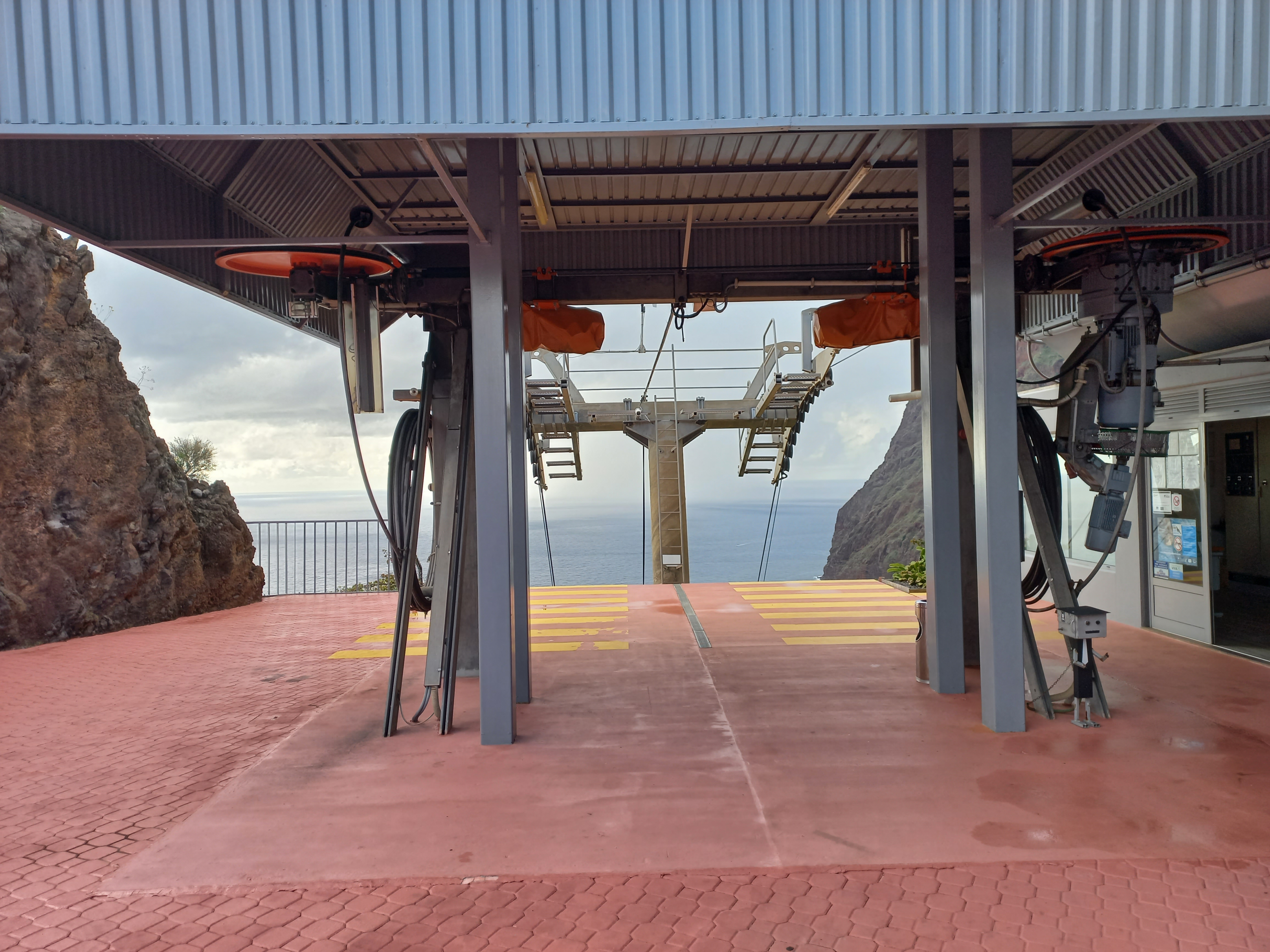
Bergstation vom Eingang gesehen
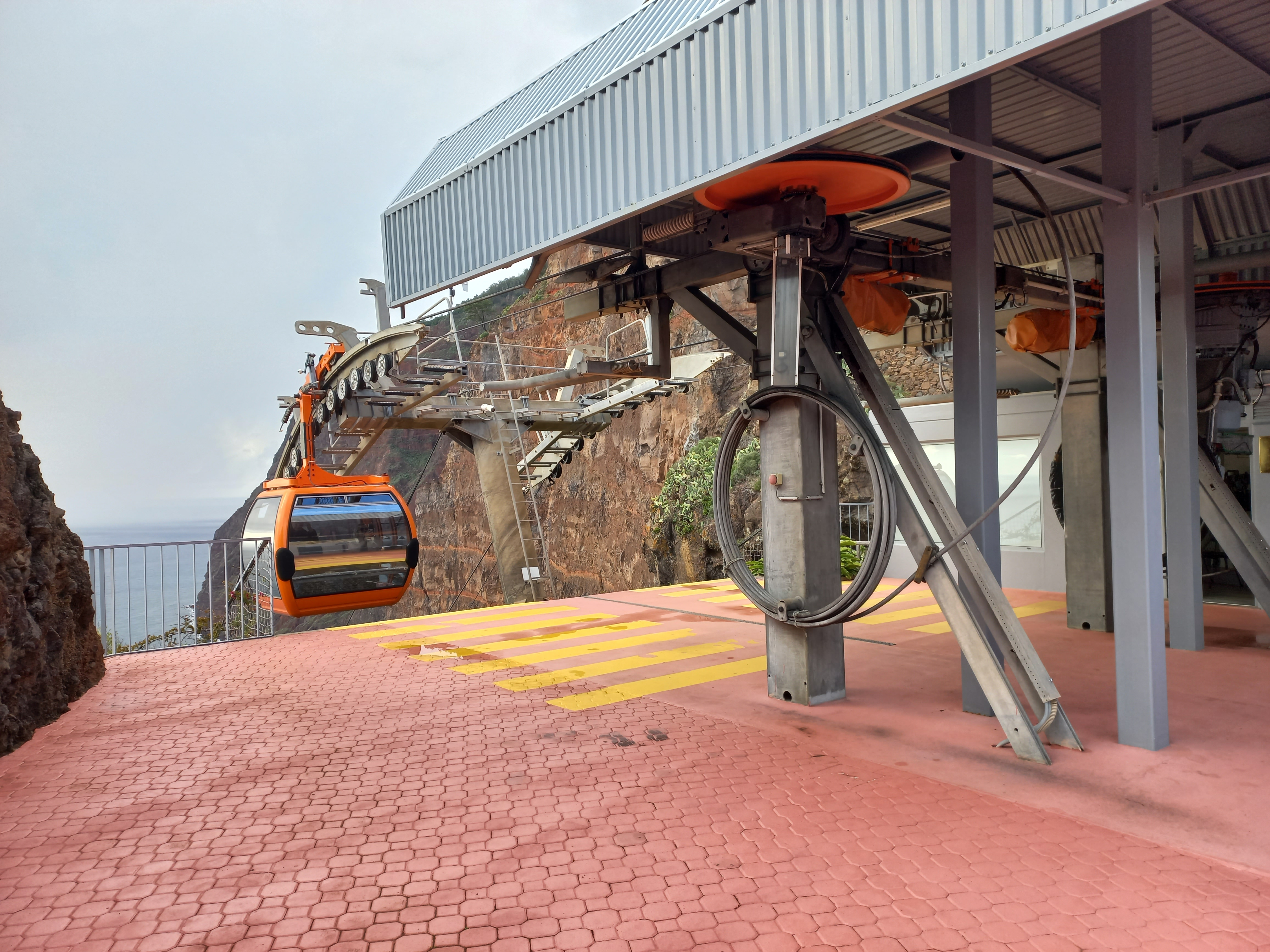
Bergstation mit Stütze und abfahrender Gondel
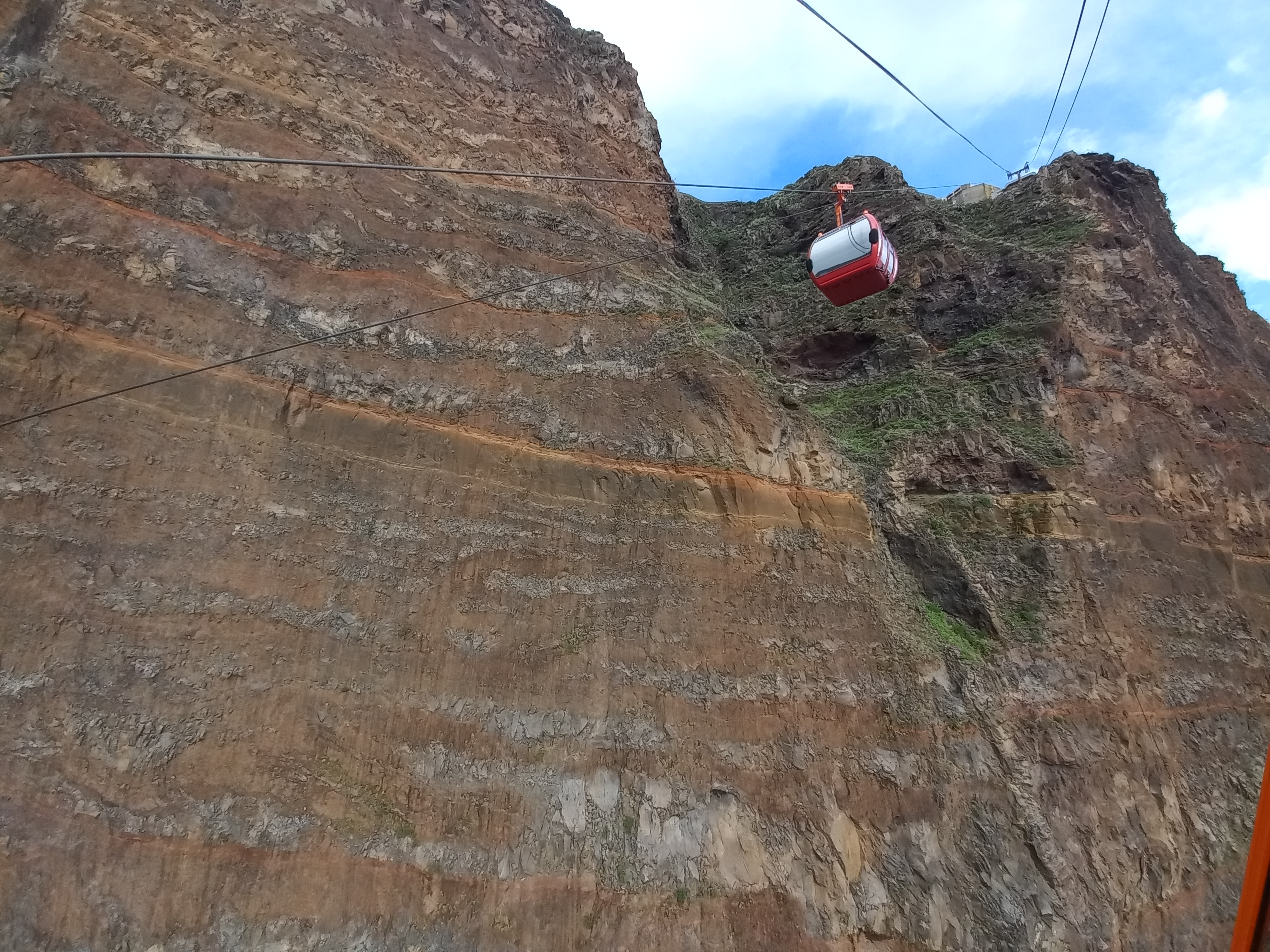
Gondel am Steilhang